# Mélanie Demers
 (janvier 2025).
Si vous disposez d'ouvrages ou d'articles de référence ou si vous connaissez des sites web de qualité traitant du thème abordé ici, merci de compléter l'article en donnant les références utiles à sa vérifiabilité et en les liant à la section « Notes et références ».
Mélanie Demers est une danseuse, chorégraphe et metteuse en scène canadienne du Québec, surtout reconnue comme la fondatrice de la compagnie de danse MAYDAY.

## Biographie
Artiste multidisciplinaire, Mélanie Demers fonde à Montréal la compagnie MAYDAY en 2007, explorant le lien puissant entre le poétique et le politique. Avec chaque nouvelle création, elle approfondit son engagement envers les œuvres aux inspirations multiples et les formes hybrides. Sa fascination pour l'interaction entre le mot et le geste s'est cristallisée avec WOULD (2015), qui a remporté le prix CALQ de la meilleure chorégraphie. En 2016, Mélanie Demers entame un nouveau cycle de création avec Animal Tristeet Icône Pop ; les deux œuvres ont fait l'objet d'une tournée internationale. En 2017, Laïla Diallo invite Mélanie Demers à travailler à ses côtés à titre de chorégraphe invitée au Skånes Dansteater de Malmö (Suède) pour la création de Something About Wilderness,.
Après le succès de l'ambitieux projet Danse Mutante sur scène, La Goddam Voie Lactée (2021), Confession Publique (2021) et Cabaret Noir (2022) entrent sous les feux de la rampe dans divers lieux et festivals prestigieux. En 2021, Mélanie Demers reçoit le GRAND PRIX de la danse de Montréal, qui reconnaît la marque unique qu'elle laisse sur son époque. L'année suivante, elle reçoit le prix CALQ de la meilleure chorégraphie pour Confession Publique et Angélique Willkie reçoit le prix de la meilleure interprétation pour la même œuvrelors de la cérémonie des Prix de la danse de Montréal 2022.
En 2023, elle se tourne vers le théâtre et met en scène la pièce Déclarations de l'auteur acclamé Jordan Tannahill au Théâtre Prospero. En avril 2023, Mélanie Demers est finaliste du prix Jovette-Marchessault. Son expertise dans le mouvement l’amène à accompagner des metteur·ses en scène et à enseigner dans les plus grandes écoles de théâtre du Canada.  Mélanie Demers est présente dans des émissions de radio et de télévision, offrant ainsi des occasions régulières au public de la retrouver. En 2024, Mélanie Demers co-créée et monte sur les planches de l’Espace GO dans Affaires intérieures. Elle devient également lauréate du prix du CNA dans le cadre des Prix du Gouverneur général pour les Arts du Spectacle.
À ce jour, elle a chorégraphié trente pièces qui ont été présentées dans une quarantaine de villes d'Europe, d'Amérique, d'Afrique et d'Asie.

## Formation
- 1993-1996 : AEC du programme professionnel en danse contemporaine des ateliers de danse moderne de Montréal inc. (Renommé École de danse contemporaine de Montréal)[19]
- 1991-1993 : Boursière au programme professionnel de l’École de Danse de Québec
- 1991-1993 : DEC en littérature au Cégep de Ste-Foy

## Début de carrière
Mélanie Demers a été une interprète phare de Ginette Laurin et de sa compagnie O Vertigo pour laquelle elle a dansé pendant une décennie. En parallèle de son engagement pour O Vertigo, on a pu voir Mélanie Demers sur scène, entre autres dans les œuvres de Jacques Poulin-Denis (Grand Poney), Projet In Situ à Lyon et au Dandelion Dance Theater de San Francisco.

## Répertoire
Œuvres de la chorégraphe associées à sa compagnie MAYDAY.
- l'amour ou rien (2025)
- Déclarations (2022)
- Cabaret Noir (2022)
- La Confession Publique (2021)
- La Goddam Voie Lactée (2021)
- MAMA (2021) Film
- Danse Mutante (2018)
- Post Coïtum (2020)
- Animal triste (2016)
- Icône Pop (2013)
- WOULD (2014)
- Goodbye (2012)
- Junkyard/Paradis (2010)
- Sauver sa Peau (2008)
- Les Angles Morts (2006)